# 汪运祖
汪运祖（1915年6月—2015年2月23日），湖北黄安（今红安）县高桥镇汪家畈村人，中国人民解放军开国大校，中国人民解放军少将。
早年参加中国工农红军，后参加长征。历任华东军区后勤部军需部部长、江苏省军区第三政委、南京军区后勤部政委。1964年，授予少将军衔，获二级八一勋章、二级独立自由勋章、二级解放勋章。2015年2月28日，因病去世。